# Херонімо Барралес
Херо́німо Барра́лес (ісп. Jerónimo Barrales, нар. 28 січня 1987, Адроге) — аргентинський футболіст, нападник грецького клубу «Каламата». Відомий за виступами в низці аргентинських та закордонних, переважно грецьких клубів.

## Ігрова кар'єра
Херонімо Барралес народився у 1987 році в місті Адроге. У дорослому футболі дебютував 2007 року виступами в складі команди «Банфілд». У 2009 році він перейшов до складу клубу «Рекреатіво», де провів один сезон, та повернувся до складу «Банфілда». За рік керівництво клубу віддало нападника в оренду до чилійського клубу «Сантьяго Вондерерз». пізніше вже в цьому ж році Барралес вже на правах постійного контракту перейшов до іншого аргентинського клубу «Уніон». За рік футболіст перейшов до складу іншого аргентинського клубу «Уракан», де грав до середини 2013 року.
У середині 2013 року Херонімо Барралес перейшов до складу грецького клубу «Астерас», у якому відразу проявив свій бомбардирський хист. У першому сезоні в клубі аргентинський нападник відзначився 8 забитими м'ячами, а в другому сезоні він забив уже 17 голів, та став кращим бомбардиром чемпіонату Греції. Після закінчення успішного для себе чемпіонату аргентинець перейшов до турецького клубу «Сівасспор», проте там не зумів виявити бомбардирські властивості, у зв'язку з чим керівництво клубу віддавало футболіста в оренду до його колишнього клубу «Уракан» та малайзійського клубу «Джохор Дарул Тазім». У 2018 році футболіст повернувся на батьківщину до клубу «Хімнасія і Есгріма», проте за короткий час перейшов до грецького клубу «Ламія», де зумів відновити свої бомбардирські здібності. З 2019 році Барралес знову грав у клубі «Астерас», де знову виявив свій бомбардирський хист, відзначившись 30 забитими м'ячами у 108 проведених матчах.
З 2023 року Херонімо Барралес грає у складі іншого грецького клубу «Каламата». Станом на 3 липня 2024 року відіграв за клуб 24 матчі в національному чемпіонаті, у яких відзначився 7 забитими м'ячами.

## Титули і досягнення
- Кращий бомбардир чемпіонату Греції: 2014–2015 (17 голів)